# Phil Jones
Pour les articles homonymes, voir Philip Jones et Jones.
Philip Jones, dit Phil Jones, né le 21 février 1992 à Preston (Angleterre), est un ancien footballeur international anglais qui évolue au poste de défenseur. Il a pris sa retraite professionnelle le 20 aout 2024 pour se concentrer sur une carrière d'entraineur.

## Biographie

### Blackburn Rovers
Né à Preston, Lancashire, Jones rejoint le centre de formation de Blackburn Rovers en 2002. Lors de la saison 2009-2010, il signe un contrat professionnel d'une durée de deux ans avec son club d'enfance. Il fait ses débuts en équipe première le 22 septembre 2009 lors du match de League Cup contre Nottingham Forest (victoire 1-0). 
Jones dispute son premier match de Premier League le 21 mars 2010 face à Chelsea (1-1). Il commence la saison 2010-2011 au poste de milieu et devient petit à petit un titulaire indiscutable au sein de l'effectif de Blackburn. Cependant, en décembre 2010, il se blesse au genou dans un match contre West Ham, ce qui l'éloigne des terrains durant cinq mois. Le 15 février 2011, il prolonge son contrat avec Blackburn jusqu'en 2016.

### Manchester United
Le 9 juin 2011, Phil Jones signe un contrat de cinq ans en faveur de Manchester United,. Le 3 décembre 2011, il inscrit son premier but sous le maillot mancunien lors de la 14e journée de Premier League face à Aston Villa (0-1). 
Il remportera en tant que joueur important de l'effectif plusieurs trophées tels que le championnat d'Angleterre en 2013 ou encore des coupes d'Angleterre par deux fois (2016, 2017), deux Community Shield (2011, 2013), ainsi qu'une Ligue Europa en 2017.
Après deux saisons ponctuées de blessures, le club annonce à l'issue de la saison 2022-2023 que Jones quitte Manchester United après y avoir joué 229 matchs et marqué six buts depuis son arrivée en 2011.

### En sélection
Après avoir porté les couleurs de l'équipe d'Angleterre des moins de 19 ans (quatre sélections) et des espoirs à neuf reprises, Phil Jones est convoqué par Fabio Capello fin septembre 2011 en A dans le cadre des éliminatoires de l'Euro 2012. Le 7 octobre, il honore sa première sélection lors de la 10e journée de ces éliminatoires face au Monténégro ou il jouera 90 minutes comme arrière droit.
Le 16 mai 2012, il est appelé pour la première fois chez les A en faisant partie des 23 joueurs convoqués par le sélectionneur anglais Roy Hodgson pour disputer l'Euro 2012 mais il ne foulera pas les pelouses ukraino-polonaises.
Retenu pour la Coupe du monde 2014 au Brésil, Jones jouera le dernier match de poule mais son équipe sera éliminée.

## Statistiques
| Saison                | Club                  | Championnat           | Championnat | Championnat | Coupe(s) nationale(s) | Coupe(s) nationale(s) | Supercoupe | Supercoupe | Compétition(s) continentale(s) | Compétition(s) continentale(s) | Compétition(s) continentale(s) | Supercoupe UEFA | Supercoupe UEFA | Total | Total |
| Saison                | Club                  | Division              | M.          | B.          | M.                    | B.                    | M.         | B.         | Comp.                          | M.                             | B.                             | M.              | B.              | M.    | B.    |
| 2009-2010             | Blackburn Rovers      | Premier League        | 9           | 0           | 3                     | 0                     | -          | -          | -                              | -                              | -                              | -               | -               | 12    | 0     |
| 2010-2011             | Blackburn Rovers      | Premier League        | 26          | 0           | 2                     | 0                     | -          | -          | -                              | -                              | -                              | -               | -               | 28    | 0     |
| Sous-total            | Sous-total            | Sous-total            | 35          | 0           | 5                     | 0                     | -          | -          | -                              | -                              | -                              | -               | -               | 40    | 0     |
| 2011-2012             | Manchester United     | Premier League        | 29          | 1           | 2                     | 0                     | 1          | 0          | C1+C3                          | 6+3                            | 1+0                            | -               | -               | 41    | 2     |
| 2012-2013             | Manchester United     | Premier League        | 17          | 0           | 4                     | 0                     | -          | -          | C1                             | 3                              | 0                              | -               | -               | 24    | 0     |
| 2013-2014             | Manchester United     | Premier League        | 26          | 1           | 4                     | 1                     | 1          | 0          | C1                             | 8                              | 1                              | -               | -               | 39    | 3     |
| 2014-2015             | Manchester United     | Premier League        | 22          | 0           | 2                     | 0                     | -          | -          | -                              | -                              | -                              | -               | -               | 24    | 0     |
| 2015-2016             | Manchester United     | Premier League        | 10          | 0           | 1                     | 0                     | -          | -          | C1                             | 2                              | 0                              | -               | -               | 13    | 0     |
| 2016-2017             | Manchester United     | Premier League        | 18          | 0           | 5                     | 0                     | 0          | 0          | C3                             | 3                              | 0                              | -               | -               | 26    | 0     |
| 2017-2018             | Manchester United     | Premier League        | 23          | 0           | 2                     | 0                     | -          | -          | C1                             | 0                              | 0                              | 0               | 0               | 25    | 0     |
| 2018-2019             | Manchester United     | Premier League        | 18          | 0           | 3                     | 0                     | -          | -          | C1                             | 3                              | 0                              | -               | -               | 24    | 0     |
| 2019-2020             | Manchester United     | Premier League        | 2           | 0           | 3                     | 1                     | -          | -          | C3                             | 3                              | 0                              | -               | -               | 8     | 1     |
| 2020-2021             | Manchester United     | Premier League        | 0           | 0           | 0                     | 0                     | -          | -          | C1+C3                          | 0+0                            | 0+0                            | -               | -               | 0     | 0     |
| 2021-2022             | Manchester United     | Premier League        | 4           | 0           | 1                     | 0                     | -          | -          | C1                             | 0                              | 0                              | -               | -               | 5     | 0     |
| 2022-2023             | Manchester United     | Premier League        | 0           | 0           | 0                     | 0                     | -          | -          | C3                             | 0                              | 0                              | -               | -               | 0     | 0     |
| Sous-total            | Sous-total            | Sous-total            | 169         | 2           | 27                    | 2                     | 2          | 0          | -                              | 31                             | 2                              | 0               | 0               | 229   | 6     |
| Total sur la carrière | Total sur la carrière | Total sur la carrière | 204         | 2           | 32                    | 2                     | 2          | 0          | -                              | 31                             | 2                              | 0               | 0               | 269   | 6     |

### En sélection
| Saison                | Sélection             | Phases finales            | Phases finales | Phases finales | Phases finales | Éliminatoires | Éliminatoires | Éliminatoires | Matchs amicaux | Matchs amicaux | Matchs amicaux | Total | Total | Total |
| Saison                | Sélection             | Compétition               | M              | B              | Pd             | M             | B             | Pd            | M              | B              | Pd             | M     | B     | Pd    |
| --------------------- | --------------------- | ------------------------- | -------------- | -------------- | -------------- | ------------- | ------------- | ------------- | -------------- | -------------- | -------------- | ----- | ----- | ----- |
| 2011-2012             | Angleterre            | Championnat d'Europe 2012 | 0              | 0              | 0              | 1             | 0             | 0             | 4              | 0              | 1              | 5     | 0     | 1     |
| 2012-2013             | Angleterre            | -                         | -              | -              | -              | 0             | 0             | 0             | 2              | 0              | 0              | 2     | 0     | 0     |
| 2013-2014             | Angleterre            | Coupe du monde 2014       | 1              | 0              | 0              | 0             | 0             | 0             | 3              | 0              | 0              | 4     | 0     | 0     |
| 2014-2015             | Angleterre            | -                         | -              | -              | -              | 3             | 0             | 0             | 3              | 0              | 0              | 6     | 0     | 0     |
| 2015-2016             | Angleterre            | Championnat d'Europe 2016 | 0              | 0              | 0              | 1             | 0             | 0             | 2              | 0              | 0              | 3     | 0     | 0     |
| 2016-2017             | Angleterre            | -                         | -              | -              | -              | 0             | 0             | 0             | 1              | 0              | 0              | 1     | 0     | 0     |
| 2017-2018             | Angleterre            | Coupe du monde 2018       | 2              | 0              | 0              | 2             | 0             | 0             | 2              | 0              | 0              | 6     | 0     | 0     |
| Total sur la carrière | Total sur la carrière | Total sur la carrière     | 3              | 0              | 0              | 7             | 0             | 0             | 17             | 0              | 1              | 27    | 0     | 1     |

Le tableau suivant liste les rencontres de l'Équipe d'Angleterre dans lesquelles Phil Jones a été sélectionné depuis le 7 octobre 2011 jusqu'à présent :

## Palmarès

### En club
| Manchester United (6) |
| --- |
| - Premier League (1) : - Champion en 2013 - Vice-champion en 2012, 2018 et 2021 - Coupe d'Angleterre (1) : - Vainqueur en 2016 - Finaliste en 2018 - Coupe de la Ligue (1) : - Vainqueur en 2017 - Community Shield (2) : - Vainqueur en 2011 et 2013 - Ligue Europa (1) : - Vainqueur en 2017 - Finaliste en 2021 |